# Weird Al Yankovic
Pour les articles homonymes, voir Yankovic.
Alfred Matthew Yankovic, dit « Weird Al » Yankovic, est un chanteur, humoriste, musicien, auteur-compositeur, acteur, accordéoniste et producteur de télévision américain né le 23 octobre 1959 à Downey (Californie). Il est surtout connu pour ses parodies de chansons populaires contemporaines. Il réalise également des chansons originales dont la plupart sont des pastiches d'un artiste ou d'un style, ainsi que des medley en polka de chansons populaires, où il s'accompagne à l'accordéon.
Depuis la diffusion d'une de ses chansons comique dans le Dr. Demento Show en 1976 à l'age de 16 ans, Yankovic a vendu plus de 12 millions d'albums,, enregistré plus de 150 chansons,,, et effectué plus de 1000 concerts. Son travail a été récompensé de cinq trophés et onze nominations aux Grammy Awards, quatre disques d'or et six disques de platine aux États-Unis. Son premier album  (Straight Outta Lynwood) et son premier single (White & Nerdy) à atteindre le top 10 du Billboard sortent en 2006, quasiment trente ans après le début de sa carrière. Son quatorzième album, Mandatory Fun (2014), en atteint la première place dès sa semaine de sortie.
Le succès de Yankovic est attribué à son utilisation efficace des clips pour parodier davantage la pop culture, l'artiste de la chanson originale, et le clip de l'originale lui-même. Il a réalisé certain des clips de ses propres chansons, et en a également réalisé pour d'autres artistes, notamment Ben Folds, Hanson, les Black Crowes, ou encore The Presidents of the United States of America. Avec le déclin de la télévision musicale et l'avènement des réseaux sociaux, il utilisa YouTube et d'autres sites de vidéos pour publier ses clips ; cette stratégie l'aida à booster les ventes de ses albums récents. Depuis Mandatory Fun, il n'a pas sorti de nouvel album, privilégiant les singles.
Outre sa carrière musicale, Yankovic a écrit et joué dans le film Télé ringards (1989) et la série télévisée The Weird Al Show (1997). Il a produit deux films satiriques sur sa vie, The Compleat Al (1985) et Weird: The Al Yankovic Story (2022). Il a joué dans de nombreuses séries télévisées et webséries, en plus de son émission Al TV (en) sur MTV. Il a également écrit deux livres pour enfants, When I Grow Up (2011) et My New Teacher and Me! (2013).

## Biographie

### Famille et enfance (1959-1976)

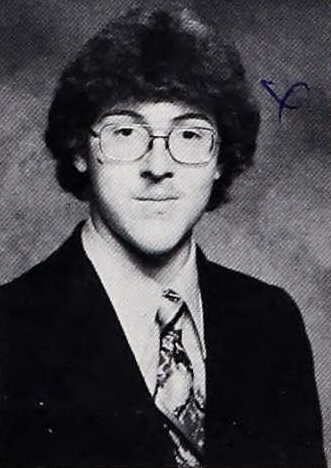
Photographie de Yankovic dans l'album de la promotion de la Lynwood High School (Californie) en 1976.

Alfred Matthew Yankovic est né à Downey, en Californie, le 23 octobre 1959, fils unique de Mary Elizabeth Yankovic (née Vivalda, 1923-2004) et Nick Yankovic (1917-2004), et grandit à Lynwood. Son père, né dans le quartier de Strawberry Hill à Kansas City, était d'origine slovène et croate : Nick Yankovic était le fils de Matthew Yankovich (baptisé Matija Jankovič, 1887–1969), né à Bedenj en Slovénie,,, et Mary Yankovich (née Braj, 1890-1968), née en Croatie. Nick Yankovic s'installa en Californie après avoir été décoré de deux Purple Hearts pour ses services en tant qu'infirmier durant la Seconde Guerre Mondiale,,. Il pensait que « la clé du succès » était de « gagner sa vie en faisant ce qui nous rend heureux », et rappela souvent cette philosophie à son fils. La mère de Yankovic, une sténographe kentuckienne d'origine anglaise et italienne, épousa son père en 1949. Elle emménagea en Californie une décennie avant la naissance de Yankovic,.
La première leçon d'accordéon de Yankovic, qui révèle son goût pour la musique, a lieu la veille de son septième anniversaire. Un vendeur en porte-à-porte passant par Lynwood propose à ses parents un choix de leçons d'accordéon ou de guitare dans une école de musique locale. Yankovic explique que ses parents ont choisi l'accordéon plutôt que la guitare car « ils ont pensé qu'il devait y avoir au moins un autre Yankovic accordéoniste dans le monde », en référence à Frankie Yankovic,, avec qui Al n'a aucun lien de parenté. Il dit aussi qu'ils ont choisi l'accordéon car « ils étaient convaincus que cela révolutionnerait le rock ». Comme sa mère ne le laisse pas sortir souvent, il passe beaucoup de temps à pratiquer l'instrument à la maison. Il poursuit des leçons à l'école pendant trois ans, avant de décider de continuer à apprendre en autodidacte.
Dans les années 1970, Yankovic est un grand admirateur d'Elton John, et cite son album Goodbye Yellow Brick Road comme l'une des raisons pour lesquelles il a « appris à jouer du rock 'n' roll à l'accordéon ». Du côté des ses influences en comédie et en parodie, il liste notamment Stan Freberg, Spike Jones, Tom Lehrer, Allan Sherman, Shel Silverstein et Frank Zappa, ainsi que « tous les autres artistes merveilleusement dingues et tordus » qu'il a découverts dans le Dr. Demento Radio Show,. Ces sources d'inspirations en comédie incluent également le magazine Mad, les Monty Python, et les films du trio ZAZ. Il se passionne également pour l'album de stand-up comique FM & AM de George Carlin, à tel point qu'il le retranscrit sur sa machine à écrire.
Yankovic commence le kindergarten un an avant la plupart de ses camarades et saute le second grade : il déclare plus tard, « Mes camarades de classes semblaient me voir comme une sorte de génie, alors j'ai vite été qualifié de nerd. » Il étudie au lycée de Lynwood où, en raison de son parcours scolaire inhabituel, il a deux ans de moins que ses camarades. Il ne s'intéresse pas aux événements sportifs et sociaux, mais prend part à d'autres programmes extrascolaires, notamment des ateliers d'art oratoire organisés par la National Forensic League ; une adaptation de La Fureur de vivre en pièce de théatre ; l'album de la promotion, dont il écrit la plupart des en-tête ; et le club des Adorateurs de Volcans. Il admet plus tard que ce dernier club ne faisait « absolument rien » et avait été lancé « juste pour avoir une photo supplémentaire [d'eux même] dans l'album de la promotion ». Il obtient son diplôme en 1976, et finit valedictorian de sa classe. Il étudie ensuite à l'Université d'État Polytechnique de Californie, à San Luis Obispo, où il décroche une licence en architecture. Après l'obtention de son diplôme, il travaille à la station de radio Westwood One, d'abord au service courrier, puis en appelant les chaines pour confirmer que les publicités payées ont bien été diffusées.

### Dr. Demento et début de la renommée (1976-1981)

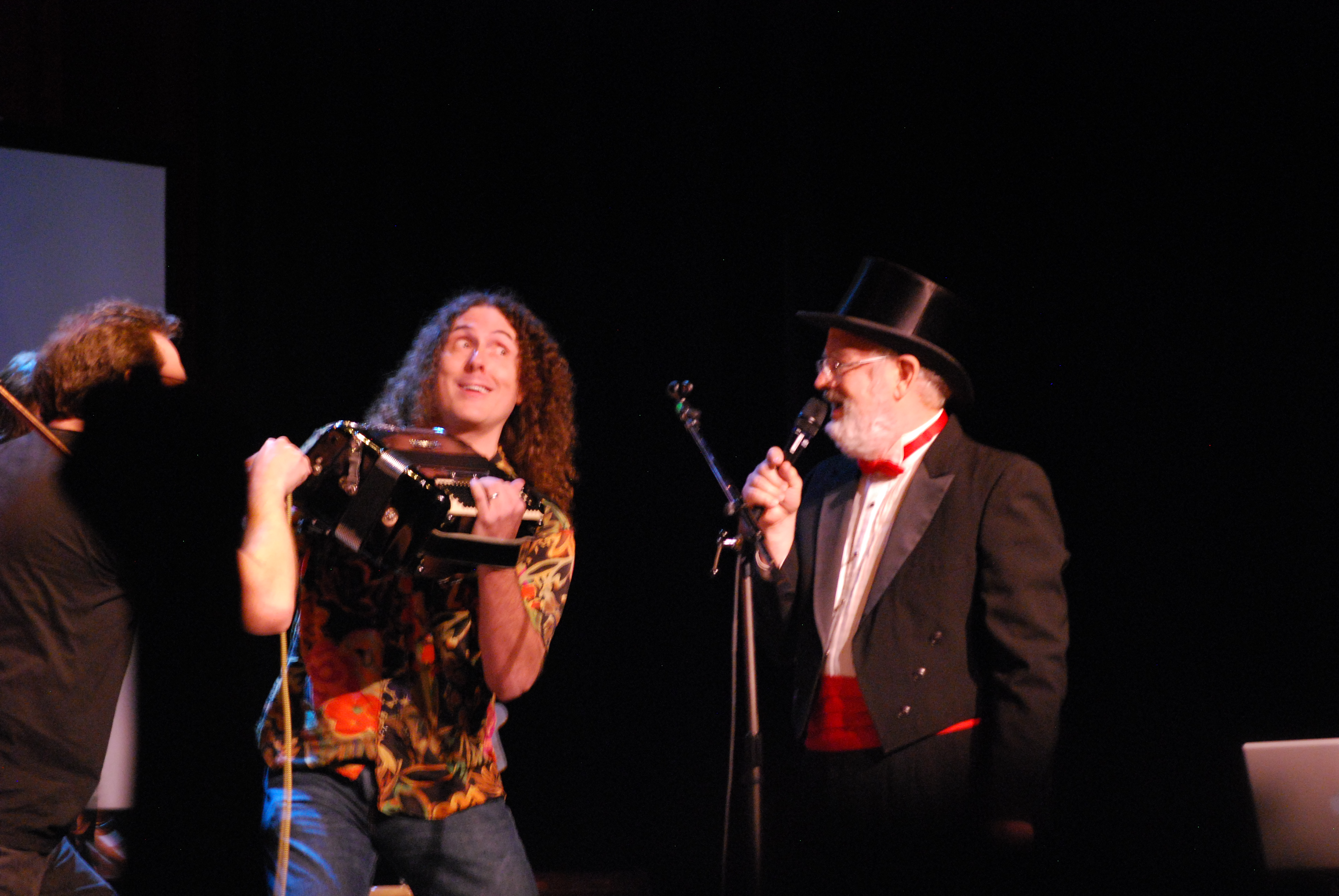
Yankovic et Dr. Demento en octobre 2010.

Yankovic reçoit sa première exposition sur l'émission de radio comique de Dr. Demento, basée dans le sud de la Californie. Il déclare plus tard, « s'il n'y avait pas eu de Dr. Demento, j'aurais probablement un vrai métier. » Bien que sa mère, l'ayant surpris à écouter l'émission de Dr. Demento, l'interdise de l'écouter à nouveau, il trouve le moyen de l'écouter en cachette. En 1976, Dr. Demento intervient à l'école de Yankovic, qui a alors 16 ans, et qui lui donne une cassette audio contenant des chansons originales et parodiques qu'il a jouées à l'accordéon dans sa chambre et enregistrées sur un « petit magnétophone ringard ». La première chanson de la cassette, Belvedere Cruisin, une chanson sur la Plymouth Belvedere familiale, est jouée dans l'émission de Dr. Demento, lançant la carrière de Yankovic. Demento déclare, « Belvedere Cruisin n'était peut-être pas la meilleure chanson que j'avais entendue, mais elle avait des phrases astucieuses [...] Je l'ai passée en direct immédiatement. » Yankovic joue également dans des cafés locaux, où son camarade de dortoir Joel Miller l'accompagne aux bongos. Il se rappelle en 2007 : « C'était une sorte de soirée musicale amateur, et beaucoup de gens étaient des aspirants Dan Fogelberg. Ils montaient sur scène avec leur guitare acoustique et jouaient de ces ballades charmantes. Et moi, je montais avec mon accordéon et je jouais la musique de 2001. Et les gens étaients assez choqués que je perturbe leur fête folk paisible du jeudi soir. » Pendant la deuxième année de Yankovic en études d'architecture à l'Université d'État Polytechnique de Californie, il devient disc jockey à KCPR, la station de radio de l'université. Yankovic se fait alors surnommer "Weird Al" (Al le bizarre) par ses camarade de dortoir, étant vu comme un paria étrange par rapport aux autres étudiants. Bien que le surnom soit à l'origine dérogatoire, Yankovic finit par « l'assumer professionnellement » en en faisant son personnage à la radio. En 1978, il sort, sous le nom d'Alfred Yankovic son premier enregistrement, Take Me Down, sur le 33 tours Slo Grown, au profit de la Commission des Opportunités Économiques du comté de San Luis Obispo. La chanson moque des monuments célèbres des environs, comme Bubblegum Alley ou les toilettes du motel Madonna Inn.
Au milieu de l'année 1979, peu avant sa dernière année d'études, My Sharona des Knack est en tête du palmarès, et Yankovic amène son accordéon dans les toilettes du couloir de la station de radio pour profiter de son acoustique d'écho et enregistre une parodie nommé My Bologna (en). Il l'envoie à Dr. Demento, qui la passe et reçoit des retours positifs des auditeurs. Yankovic rencontre les Knack après un spectacle à l'université, et se présenta à eux comme l'auteur de My Bologna. Le chanteur des Knack, Doug Fieger, lui dit qu'il a aimé la chanson et proposé au vice-président de Capitol Records, Rupert Perry, de la sortir en single. My Bologna sort en single avec School Cafeteria sur la face B, et le label propose à Yankovic un contrar d'enregistrement de six mois. Yankovic, qui ne reçoit « que des notes moyennes » dans ses études d'architecture, commence à réaliser qu'il pourrait se faire une carrière dans la musique comique.
Le 14 septembre 1980, Yankovic est invité au Dr. Demento Show, où il doit enregistrer une nouvelle parodie en direct. Cette chanson sera Another One Rides the Bus (en), parodie de la chanson de Queen Another One Bites the Dust. Alors qu'il répète la chanson à l'extérieur du studio, il rencontre Jon "Bermuda" Schwartz (en), qui se présente en tant que batteur et accepte de battre la mesure sur l'étui à accordéon de Yankovic pour l'aider à garder le rythme durant la chanson. Ils répètent la chanson quelques fois avant le début de l'émission. Another One Rides the Bus devient tellement populaire que Yankovic joue la chanson lors de sa première apparition à la télévision, le 21 avril 1981, dans le Tomorrow Show avec Tom Snyder (en). Dans l'émission, Yankovic joue de son accordéon, et Schwartz, à nouveau, bat la mesure sur l'étui à accordéon et fait des bruitages comiques. Le label de production de Yankovic, TK Records, fait faillite deux semaines après la sortie du single, et Yankovic ne touche donc pas de royalties sur sa sortie initiale.

### Groupe et gloire (1981-1989)

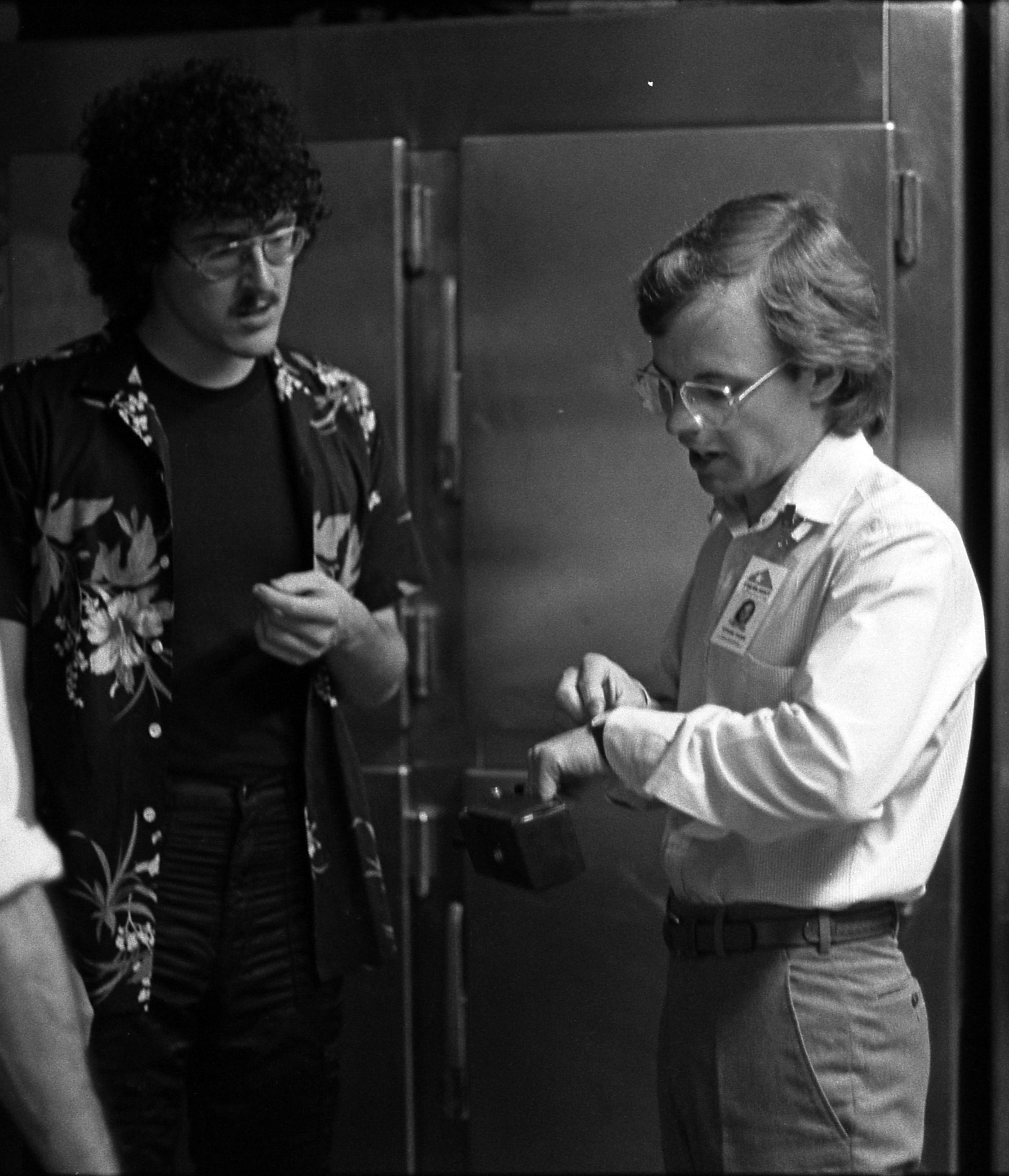
Tom Griffin (à droite), promoteur de concerts, s'entretient en 1984 avec « Weird Al » Yankovic avant un spectacle au Starlight Amphitheatre à Burbank, en Californie.

En 1981, Yankovic part en tournée pour la première fois, à l'occasion du spectacle sur scène de Dr. Demento. Sa performance dans un nightclub à Phoenix, en Arizona, est repérée par le manager Jay Levey, qui se dit « scotché ». Celui-ci demande à Yankovic s'il a déjà songé à fonder un groupe et faire carrière avec sa musique. Yankovic admet qu'il y a songé, et Levey organise des auditions. Steve Jay (en) devient le bassiste de Yankovic, et son ami Jim West (en), son guitariste. Jon Schwartz (en) conserve son poste de batteur. Le premier spectacle de Yankovic avec son nouveau groupe a lieu le 31 mars 1982. Quelques jours plus tard, Yankovic et son groupe font la première partie du groupe Missing Persons.
Yankovic enregistre I Love Rocky Road (en), parodie de I Love Rock 'n' Roll des Arrows, qui est produite par Rick Derringer en 1982. La chanson est un succès au Top 40, et aboutit à la signature de Yankovic avec Scotti Brothers Records (en). En 1983, le label sort le premier album de Yankovic, qui porte son nom. La chanson Ricky, parodie de Mickey de Toni Basil, sort en single, et son clip est exposée sur la chaine MTV. Ricky se place sur le Top 100 des vidéos de MTV : Yankovic, voyant là un signe que sa carrière sera dans la musique, démissione de son poste de préposé au courrier dans les bureaux de Westwood One pour poursuive sa carrière musicale.
Yankovic sort son deuxième album "Weird Al" Yankovic in 3-D en 1984. Le premier single, Eat It, parodie de Beat It de Michael Jackson devient populaire, notamment grâce à son clip, une parodie plan-par-plan du clip de la chanson originale, où Yankovic décrit avec sarcasme sa « ressemblance troublante » avec Jackson. Yankovic dit avoir eu l'impression de devenir un succès instantané à la suite de la diffusion du clip sur MTV, étant donné que la chanson et le clip, ainsi que leur approbation par Michael Jackson, attire l'attention vers lui de la part d'autres musiciens, facilitant ainsi l'obtention de permission pour utiliser les chanson des autres. Eat It est également promu par le premier épisode de l'émission Al TV (en), diffusé sur MTV le 1er avril 1984, la chaine cherchant à remplir ses horaires de programmation avec l'aide de la popularité montante de Yankovic. Atteignant la 12ème place du Billboard Hot 100 le 14 avril 1984, Eat It reste le single le mieux classé de Yankovic jusqu'à White & Nerdy et sa 9ème place en Octobre 2006. La chanson atteint également la 5ème place du classement du magazine RPM au Canada, et la 1ère place du classement de Kent Music Report en Australie.
En 1985, Yankovic coécrit et joue dans un documentaire parodique sur sa vie intitulé The Compleat Al (en) (le titre étant une parodie du documentaire de 1982 The Compleat Beatles (en)), qui lie sa vie à ce moment de sa carrière avec de la fiction. Le film contient aussi des extraits du voyage de Yankovic au Japon, ainsi que des clips d'épisodes d'Al TV (en). The Compleat Al est coréalisé par Jay Levey, qui réalisera Télé ringards quatre ans plus tard. Dans le même temps sort un livre biographique basé sur le film, intitulé The Authorized Al. Le livre, ayant un aspect de scrapbook, inclut des photographies et documents comiques, réels et fictifs.
Au milieu de l'année 1987, Yankovic et son groupe font la première partie des Monkees lors de leur deuxième tournée de réunion en Amérique du Nord. Yankovic déclare avoir apprécier la tournée avec les Monkees, même s'il dit que le promoteur les a escroqués « d'un paquet d'argent ».
En 1988, Yankovic est le narrateur d'une version de Pierre et le Loup de Sergueï Prokofiev composée par Wendy Carlos. L'album inclut également une suite du Carnaval des Animaux de Camille Saint-Saëns, intitulé The Carnival of the Animals Part II, où Yankovic récite des poèmes humouristique sur chaque créature présentée dans le style d'Ogden Nash, qui a écrit plusieurs poèmes pour l'original.
Le succès de Yankovic mène à la création de son film Télé ringards (UHF), qui sort en juillet 1989. Bien que le film devient culte par la suite, sa sortie initiale reçoit des critiques médiocres, et il fait face à plusieurs blockbusters de cet été, notamment Indiana Jones et la Dernière Croisade, SOS Fantômes 2, Batman et Permis de tuer. Bien que Yankovic sorte une bande-son associée, UHF - Original Motion Picture Soundtrack and Other Stuff, l'album n'a pas autant de succès que ses sorties précédentes. Les faibles résultats du film font sombrer Yankovic dans une période de baisse d'acitivé les trois années suivantes.

### Une carrière réanimée (1990-1997)
Yankovic revient au studio pour préparer des chansons pour son prochain album Off the Deep End vers 1990. Pendant la production, Rubén Valtierra (en) rejoint le groupe en tant que claviériste en 1991, permettant à Yankovic de se concentrer davantage sur son chant et son jeu de scène. Par ailleurs, Yankovic prend le contrôle de la production à la suite de Rick Derringer en 1992. Bien que Derringer ait produit six des précédents albums de Yankovic, pour lesquels il a remporté deux Grammy Awards, ses problèmes liées à sa consommation de drogues s'accumulent. De plus, Yankovic a une vision musicale de plus en plus complexe, impliquant des cuivres et d'autres instruments
En 1992, la plupart des chansons originales d’Off the Deep End sont complètes, mais Yankovic n'a toujours pas de parodie assez forte, et attend le prochain gros tube sur lequel travailler, alors qu'il est toujours dans sa baisse d'activité post-Télé ringards. Lorsque Michael Jackson sort son nouvel album, Dangerous, et son single Black or White, Yankovic en écrit rapidement une parodie, Snack All Night, et espère que Jackson lui permettra d'utiliser sa parodie. Jackson refuse, car il pense que Black or White est porteuse d'un message sérieux, qui serait discrédité par la parodie. À nouveau, Yankovic tombe en dépression et repousse la sortie d’Off the Deep End sans parodie principale. À cette période, Nirvana et la musique grunge commence à prendre de l'ampleur. Yankovic écrit une parodie du succès de Nirvana Smells Like Teen Spirit, Smells Like Nirvana, et parvient à obtenir la permission du groupe pour la parodie ; le chanteur du group, Kurt Cobain, déclare d'ailleurs que recevoir une parodie de leur œuvre par Yankovic était un signe que le groupe avait « réussi ». Smells Like Nirvana devient la chanson principale d’Off the Deep End, arrivant en 35ème position sur le Billboard, marquant son deuxième succès dans le Top 40 aux États-Unis. Off the Deep End atteint la 17ème place sur le Billboard 200, et permet de revitaliser la carrière de Yankovic après l'échec de Télé Ringards.
Les deux prochains albums studio de Yankovic sont des succès modestes en comparaison d’Off the Deep End. Alapalooza sort en 1993, mené par Jurassic Park, une parodie de MacArthur Park de Richard Harris qui moque également le film éponyme de 1993. Alapalooza atteint la 46ème place du Billboard 200. Bad Hair Day, en 1996, est mené par Amish Paradise (en), parodie de Gangsta's Paradise de Coolio. Amish Paradise se classe en 53ème place du top 100 des singles du Billboard, tandis que l'album atteint la 14ème place du Billboard 200 et est certifié Double Platine en ventes par la RIAA, marquant ainsi l'un des plus grands succès de Yankovic.
À la sortie de la chanson Amish Paradise, parodie du Gangsta's Paradise de Coolio (ce morceau étant à son tour largement inspiré du Pastime Paradise de Stevie Wonder), ce dernier s'est plaint de n'avoir pas donné sa permission pour la parodie, ce qui a provoqué des tensions entre les deux artistes. Yankovic a affirmé qu'on lui avait dit que Coolio avait donné son accord via son label et s'est excusé. À cause de cet incident, Yankovic a décidé de ne plus faire que des parodies d'artistes qu'il a rencontrés personnellement. Yankovic et Coolio se sont réconciliés au Consumer Electronics Show en 2006 et Coolio a indiqué qu'il regrettait de s'être énervé, « c'est la chose la plus stupide que j'ai faite de ma carrière ». Yankovic a ensuite déclaré : « Je ne me souviens plus de ce que l'on s'est dit exactement, mais c'était très amical. Je ne pense pas être invité à la prochaine fête d'anniversaire de Coolio, mais au moins, je peux arrêter de mettre ce gilet pare-balles au supermarché ».
Par ailleurs, Yankovic sort plusieurs compilations durant cette période, notamment Permanent Record: Al in the Box (en), un ensemble de quatre CDs incluant la plupart des précédents titres de Yankovic ainsi qu'un livret d'information avec des contibutions de Dr. Demento. Il sort également Greatest Hits Volume II (en), une compilation de chansons qui n'étaient pas présentes sur Permanent Record.

### Nouvelle apparence (1998-2014)
Le 24 janvier 1998, Yankovic subit une opération chirurgicale au laser afin de corriger sa myopie extrême. Yankovic subit l'opération gratuitement en acceptant de laisser la chaine KTLA Morning News de la diffuser en direct à la télévision. Lorsque Running With Scissors sort en 1999, il affiche une apparence radicalement nouvelle. En plus de s'être débarassé de ses lunettes, il a rasé sa moustache et s'est laissé poussé les cheveux. Il s'était déjà rasé la moustache en 1983 pour le clip de Ricky afin de ressembler à Desi Arnaz, en 1989 pour une partie du clip de UHF et en 1996 pour le clip de Amish Paradise (en). Yankovic explique, « Si Madonna a le droit de se réinventer toutes les quinzes minutes, je pense que je pourrais changer au moins une fois tous les vingt ans. » Il parodie la réaction à son « nouveau look » dans une publicité pour une émission spéciale inexistante sur MTV Unplugged. La publicité montre Yankovic portant la perruque à cheveux courts du clip de River du groupe Hanson, déclarant que son nouveau look est une tentative de « revenir au cœur de tout ce que je suis », c'est-à-dire « la musique ».
Running with Scissors est suivi par son prochain album studio, Poodle Hat, en 2003. L'album reçoit des critiques moyennes sans aucun single qui se démarque, bien que l'album se classe en 17ème place du Billboard 200. L'album suivant de Yankovic est Straight Outta Lynwood en 2006, qui comprend le single White & Nerdy, parodie de Ridin' de Chamillionaire. White & Nerdy devient le premier single de Yankovic à se hisser au top 10 du Billboard, débutant à la 29ème place avant de monter jusqu'à la 9ème. Canadian Idiot (en), parodie de American Idiot de Green Day, se positionne également dans le top 100. L'album atteint la 10ème place du Billboard 200, et est en 2008 le premier album certifié platine de Yankovic, ayant atteint plus d'un million de ventes.
Après Straight Outta Lynwood, Yankovic commence à explorer la distribution numérique de ses chansons. Le 7 octobre 2008, Yankovic sort sur iTunes Store la chanson Whatever You Like, parodie de la chanson éponyme de T.I., dont Yankovic dit qu'il l'a composée deux semaines plus tôt. Yankovic dit que l'avantage de la distribution numérique est que « je n'ai pas à attendre pendant que mes chansons deviennent vieilles et datées : je peux les sortir sur Internet presque immédiatement. » En 2009, Yankovic sort quatre autres chansons : Craiglist (en) le 16 juin, Skipper Dan le 14 juillet, CNR le 4 août, et Ringtone le 25 août. Les cinq chansons sont compilées dans un EP intitulé Internet Leaks (en), Whatever You Like étant rétroactivement ajouté à l'ensemble.
En 2011, Yankovic complète son treizième album studio, Alpocalypse, qui sort le 21 juin 2011. L'album contient les cinq chansons sorties dans Internet Leaks, un medley de polka nommé Polka Face, une chanson nommée TMZ, pour laquelle Bill Plympton a créé un clip animé, et cinq autres nouvelles chansons.
Yankovic explique avoir un goût pour parodier les chansons de Lady Gaga, et le 20 avril, il annonce avoir écrit et enregistré une parodie de Born This Way intitulé Perform This Way, qui sera la chanson phare de son nouvel album. Cependant, l'ayant d'abord soumise au manager de Lady Gaga pour avoir son approbation, Yankovic ne reçoit pas la permission de la sortir dans le commerce. Comme il l'a déjà fait dans des circonstances similaires (avec sa parodie de You're Beautiful de James Blunt, intitulé You're Pitiful), Yankovic sort alors la chanson gratuitement sur internet. Peu après, le manager de Lady Gaga admet qu'il a refusé la parodie de son propre chef sans lui faire part de la chanson, tandis que Lady Gaga, ayant vu la chanson en ligne, donne son accord pour la parodie. Yankovic déclare que toutes les recettes de la parodie et de son clip seront reversées à la Human Rights Campaign, afin de soutenir les thèmes des droits humains de la chanson originale. Yankovic est également juge pour la 10ème édition des Independent Music Awards, qui soutiennent les artistes indépendants.
Yankovic annonce en septembre 2013 qu'il travaille sur un nouvel album, et en 2014, il annonce sur les réseaux sociaux sa sortie pour le 15 juillet. La pochette de l'album et son titre, Mandatory Fun, sont confirmés par le label. L'album reçoit un grand succès critique et atteint la 1ère place du Billboard 200 dès sa première semaine : pour promouvoir l'album, huit clips sont publiés au rythme d'un par jour. Parallèlement, la chanson Word Crimes, parodie de Blurred Lines de Robin Thicke, atteint la 39ème place du top 100 dans la même semaine ; c'est le quatrième single de Yankovic à atteindre le top 40 (avec Eat It, Smells Like Nirvana, et White & Nerdy), et Yankovic devient ainsi le troisième artiste musical, après Michael Jackson et Madonna, à avoir un single dans le top 40 à chaque décénnie depuis les années 1980.

### Transition depuis les albums studio (2015-aujourd'hui)

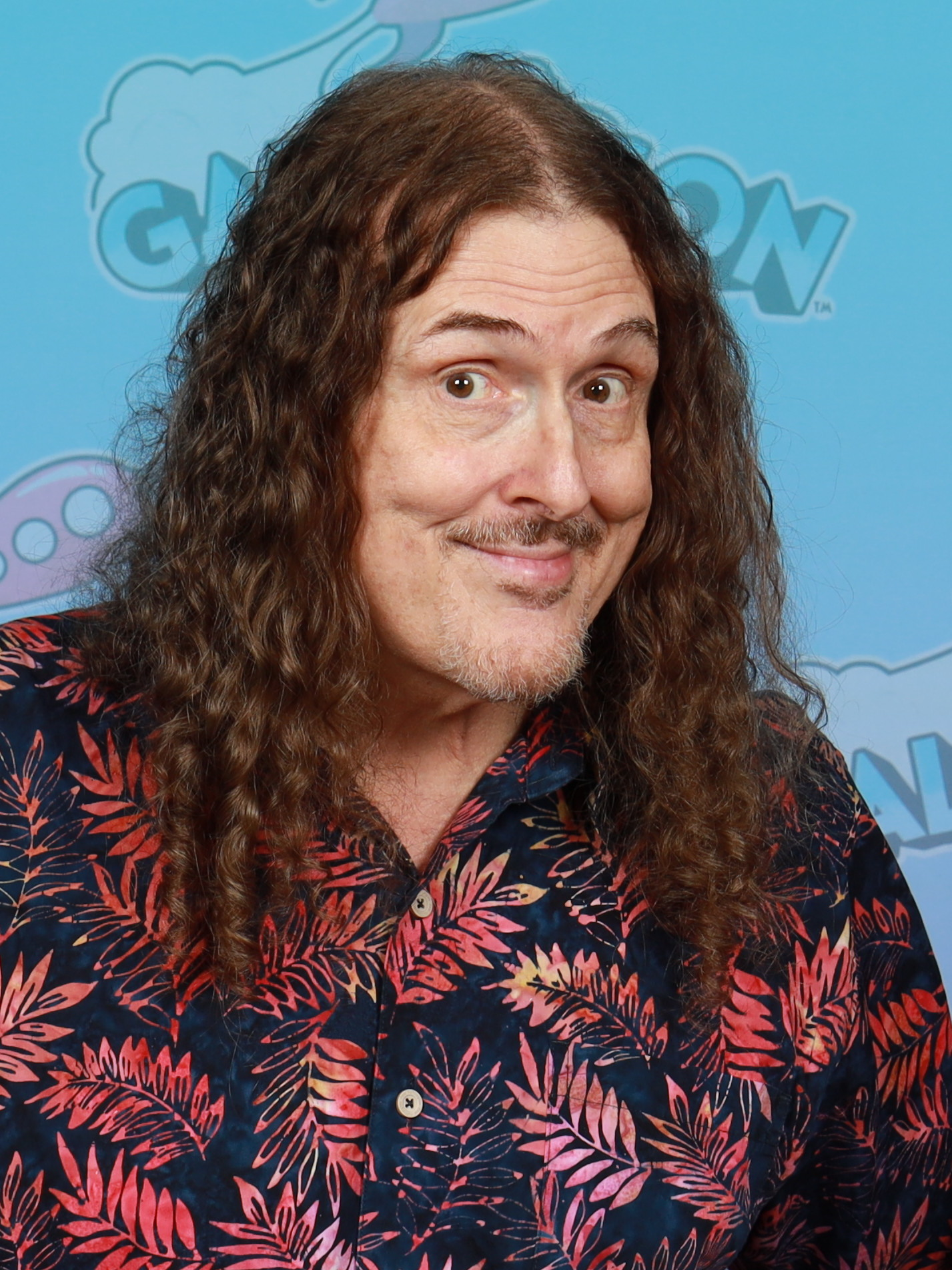
Yankovic à la GalaxyCon à Richmond (Virginie) en 2025.

Yankovic déclare, dans une interview pour la promotion de Mandatory Fun, que son contrat avec son label touchant à sa fin, ce serait probablement son dernier album traditionnel, dans le sens d'une sortie de plusieurs chansons en même temps ; il dit qu'il passera probablement à des singles et des EP sur Internet, une méthode qui offre des opportunités de sortie plus immédiate, Yankovic considérant ses parodies comme pouvant devenir datées d'ici leur sortie. Depuis Mandatory Fun, Yankovic n'as pas encore sorti de nouvel album. Dans une interview en 2017 pour Rolling Stone, Yankovic dit : « Je ne peux pas vous dire quand du contenu sortira. L'inspiration pourrait me frapper dès demain, et j'aurais peut-être quelque chose de prêt le mois prochain. Il n'y a pas de plan. Ça arrivera simplement quand ça arrivera. »
Après plusieurs années de campagnes menées par ses fans, Yankovic reçoit sa propre étoile sur le Hollywood Walk of Fame en 2018.
En mars 2018, Yankovic sort une nouvelle chanson, The Hamilton Polka, un medley de polka composé de chansons de la comédie musicale Hamilton écrite par Lin-Manuel Miranda. Yankovic et Miranda s'étaient rencontrés et étaient devenus amis avant la sortie de Hamilton, et avaient discuté d'un possible projet musical ensemble. Après le succès de Hamilton, Miranda fournit à Yankovic la musique de cette comédie musicale, espérant que Yankovic en créerait quelques singles, mais Yankovic finit par en tirer un medley de polka entier. Celui-ci devient la première chanson de polka à se classer sur le classement des ventes de chansons numériques du Billboard. Après l'arrivée de Hamilton sur Disney+ en juillet 2020, Yankovic sort une version vidéo de The Hamilton Polka en synchronisant sa musique sur des extraits du spectacle. Par ailleurs, en mars, Yankovic sort deux remixes de chansons de Portugal. The Man : Feel It Still (en) et Live in the Moment. En 2020, il collabore à nouveau avec le groupe sur leur single Who's Gonna Stop Me, qui sort à l'occasion de la Journée des Peuples Autochtones.
Après la sortie de Mandatory Fun, Yankovic enregistre peu de nouvelles chansons, se concentrant davantage sur d'autres projets comme ses spectacles, et sur le biopic parodique Weird: The Al Yankovic Story, qui sort en 2022. La même année, Yankovic explique au Los Angeles Times qu'il n'écrit pas beaucoup de nouvelles parodies parce qu'il est plus difficile de savoir quelles nouvelles chansons vont devenir des succès, la musique populaire évoluant davantage vers des « micro-niches » plutôt qu'une « monoculture ». Yankovic sort un nouveau medley de polka, Polkamania!, le 19 juillet 2024, reprenant des titres comme Flowers, Bad Guy, et Old Town Road entre autres. Comme il n'a pas sorti de polka depuis dix ans, il en profite pour inclure ses « baleines blanches », se limitant néanmoins à des chansons qui sont arrivées en première place du Billboard. La chanson sort avec un clip composé de plusieurs animations : certaines sont réalisées par des artistes ayant déjà collaboré avec Yankovic sur des précédents clips, tels que Bill Plympton, Augenblick Studios (en), Liam Lynch (en) ou Jarrett Heather, tandis que d'autres sont créées par des nouveaux artistes comme Cyriak ou Vivienne Medrano.

## Chansons et reprises
- Si vous ne connaissez pas le sujet, laissez ce bandeau (vous pouvez alors contacter les auteurs).
- Si vous supprimez le contenu mis en cause (vous pouvez préalablement contacter les auteurs),

argumentez précisément cette suppression dans la page de discussion
(un manque de référence n'est pas un argument ; une recherche réelle de référence doit avoir été effectuée, être formellement documentée).
- My Bologna (en) (d'après My Sharona de The Knack).
- Another One Rides the Bus (en) et Bohemian Polka (en) (d'après Another One Bites the Dust et Bohemian Rhapsody de Queen).
- Smells Like Nirvana (d'après Smells Like Teen Spirit de Nirvana).
- Like a Surgeon (d'après Like a Virgin de Madonna).
- Eat It (1984) et Fat (1988), d'après Beat It et Bad de Michael Jackson ; toutes deux ont été primées aux Grammy Awards leurs années de sortie respectives.
- Pretty Fly For A Rabbi d'après Pretty Fly For a White Guy de The Offspring de 1998 ; elle-même parodie dans son clip les rappeurs « bling bling ».
- I Want A New Duck de Huey Lewis and the News d'après I Want a New Drug de 1983 où il n'hésite pas à introduire des bruitages de canards.
- Living With a Hernia (d'après Living in America de James Brown).
- Gump (d'après Lump de The Presidents of the United States of America), parodie du film Forrest Gump.
- Yoda (d'après Lola de The Kinks), description de la rencontre entre Luke Skywalker et Yoda.
- Amish Paradise (d'après Gangsta's Paradise de Coolio).
- Germs (d'après Closer, Terrible Lie et Mr Self Destruct de Nine Inch Nails et I'm Afraid of Americans de David Bowie)
- The Saga Begins (d'après American Pie de Don McLean), résumant La Menace Fantôme.
- White & Nerdy (d'après Ridin' Dirty de Chamillionaire).
- You're Pitiful, parodie de la chanson You're Beautiful du Britannique James Blunt (à qui Weird Al conseille, au cours d'une émission, d'aller écouter le morceau sur son site internet).
- Canadian Idiot (d'après American Idiot de Green Day).
- Il est également l'auteur de Don't Download This Song, premier single de son 12e album studio, parodiant entre autres We Are the World.
- I Love Rocky Road (d'après I Love Rock 'n' Roll d'Arrows).
- Bedrock Anthem (d'après Give It Away et Under the Bridge des Red Hot Chili Peppers).
- Pie Pot Chicken d'après Live and Let Die de Paul McCartney. Celui-ci a refusé que la chanson soit gravée sur CD en raison de ses convictions végétariennes. Weird Al Yankovic l'interprète occasionnellement en concert.
- Headline News (d'après Mmm Mmm Mmm Mmm des Crash Test Dummies).
- A Complicated Song (d'après Complicated d'Avril Lavigne).
- Ode to a Superhero (d'après Piano Man de Billy Joel), résumant le premier Spider-Man.
- Beverly Hillbillies (d'après Money for Nothing des Dire Straits).
- Bob, d'après Subterranean Homesick Blues de Bob Dylan, chanson entièrement composée de palindromes.
- Jerry Springer (d'après One Week du groupe Barenaked Ladies).
- Lasagna (d'après La bamba).
- Perform This Way (d'après Born This Way de Lady Gaga).
- Party in the CIA (d'après Party in the U.S.A. de Miley Cyrus).
- Word Crimes (d'après Blurred Lines de Robin Thicke).

La chanson Polka Power regroupe à elle seule pas moins de 14 reprises de chansons, parmi lesquelles Wannabe des Spice Girls, Tubthumping de Chumbawamba ou encore Ray of Light de Madonna.
On en retrouve également de nombreuses dans Polkas on 45 telles que Smoke on the Water de Deep Purple, In-A-Gadda-Da-Vida des Iron Butterfly, Hey Joe de Jimi Hendrix, Every Breath You Take de The Police, Should I Stay or Should I Go des Clash, Hey Jude des Beatles ou encore My Generation des Who.

## Autres chansons
Weird Al Yankovic est aussi l'interprète de eBay, parodie d'I Want It That Way des Backstreet Boys, qui critique avec humour la folie des achats en masse sur le célèbre site d'enchères et de commerce en ligne.
Il interprète une des dix-neuf versions de Daisy Bell (Harry Dacre, 1892) reprises sur l'album concept sorti le 13 mai 2014, The Music Gay Nineties Old Tyme: Daisy Bell, initié par le peintre Mark Ryden.
Le 28 février 2018, il sort un pot-pourri de la comédie musicale Hamilton version polka intitulé The Hamilton Polka dans le cadre des Hamildrops (de nouvelles œuvres dans la continuité de la comédie musicale).

## Discographie

### Albums studio
- 1983 : Weird Al Yankovic
- 1984 : Weird Al Yankovic in 3-D
- 1985 : Dare to Be Stupid
- 1986 : Polka Party!
- 1988 : Even Worse
- 1989 : UHF - Original Motion Picture Soundtrack and Other Stuff
- 1992 : Off the Deep End
- 1993 : Alapalooza
- 1996 : Bad Hair Day
- 1999 : Running With Scissors
- 2003 : Poodle Hat
- 2006 : Straight Outta Lynwood
- 2011 : Alpocalypse
- 2014 : Mandatory Fun

## Apparitions et caméos
Weird Al Yankovic joue dans le film UHF, dont il a écrit le scénario, parsemé de clins d'œil à Tex Avery. Dans la tradition Weird Al, ce film inclut un pastiche de Money for Nothing de Dire Straits : Beverly Hillbillies.
Sa chanson Dare to Be Stupid fut utilisée dans le long-métrage d'animation La Guerre des robots (The Transformers: The Movie) pour le clan des Junkions, dirigés par Wreck-Gar, et figure sur l'album de la bande originale du film. Weird Al reviendra dans l'univers des Transformers en 2007 en prêtant lui-même sa voix à une nouvelle version de Wreck-Gar dans Transformers: Animated.
Il apparaît également dans le film Agent zéro zéro, avec Leslie Nielsen, où il interprète la chanson du générique (Spy Hard) sur un fond inspiré de James Bond.
Il fait une petite apparition dans le film Un héros dans la patrouille (1997), également avec Leslie Nielsen, où il interprète quelques-unes de ses chansons lors d'un spectacle.
Il fait aussi une apparition dans Halloween 2 au moment de l'interview de Samuel Loomis, dans Y a-t-il un flic pour sauver la reine ? alors qu'il sort d'un avion vivement accueilli par ses fans, et dans Y a-t-il un flic pour sauver Hollywood ? à la cérémonie des Oscars. Weird Al apparaît dans un épisode des Simpson où il écrit une chanson pour aider Marge à récupérer Homer. Il y apparaît à nouveau dans l'épisode diffusé pour la première fois le 27 janvier 2008, That 90's Show, où il fait une parodie d'un succès du groupe Sadgasm (avec comme leader Homer) s'intitulant Shave Me (« rasez-moi »), qui est elle-même une parodie de la chanson Rape Me (« violez-moi »), du groupe Nirvana.
Il apparaît également dans l’épisode 18 de la saison 1 de Parker Lewis ne perd jamais où il interprète As Time Goes By.
Il fait aussi une apparition dans le clip Liberian Girl de Michael Jackson.
Dans l'épisode 7 de la saison 7 de How I Met Your Mother on le voit ouvrir une lettre de Ted lui suggérant de parodier la chanson Like a Virgin de Madonna.
Il apparaît dans l'épisode 14 de la saison 6 de 30 Rock.
Dans la série The Big Bang Theory, Amy trouve un CD de Weird Al dans la voiture de Howard.
Dans Jojo's Bizarre Adventure Partie 3: Stardust Crusader, Chapitre 152, Jotaro Kujo demande à Joseph Joestar pour vérifier son identité : « Qui a chanté Eat It, la parodie de Beat It ? »
Il apparaît dans l'épisode 12 de la saison 4 de My Little Pony : Les amies, c'est magique (voix du poney « Cheese Sandwich »). Il reprendra ce rôle dans l'épisode 14 de la saison 9 de cette même série.
Il a également joué le rôle d'Isaac Newton dans la battle l'opposant à Bill Nye dans la série YouTube Epic Rap Battles of History.
Il apparaît dans l'épisode 4 de la série Wet Hot American Summer en tant qu'hypnotiseur.
Depuis le 1er août 2017, il est l'un des personnages disponibles dans le jeu Les Simpson : Springfield.
Il apparaît dans un épisode de Scooby-Doo et Compagnie (2019) où il doit résoudre un mystère avec le Scooby-Gang, ainsi que dans un épisode de la saison 5 de Blaze et les Monster Machines dans le rôle d'un raton-laveur.
Il fait aussi une brève apparition dans le jeu vidéo Roblox de Showelare Studio, ainsi que dans sa préquelle Ditch School to Get Rich et sa suite Stop Professor Poopypants Obby 2 : Spookypants où il incarne un Leader de la résistance[réf. nécessaire].
En 2021, il apparaît dans le documentaire The Sparks Brothers d'Edgar Wright.
Il coécrit ensuite un film biographique sur sa vie, Weird: The Al Yankovic Story. Le film sort en 2022.
Il joue un scientifique fou et diabolique qui cherche à voler les talents des meilleurs joueurs de football de la planète dans le film d'animation Les monstres du foot (The soccer football movie) sorti en novembre 2022 sur Netflix.